# 楊顒
楊顒（？—3世紀？），字子昭，荊州襄陽人，三國時期季漢官吏。

## 生平
楊儀同宗族人。楊顒隨劉備入蜀時，為巴郡太守、諸葛亮的主簿。楊顒楊儀居住在沔水旁，蔡洲以西的洄湖。楊儀住在上洄，楊顒住在下洄。
楊顒擔任丞相主簿時，見諸葛亮親自核對登記冊，直言規勸諸葛亮：「治國和齊家一樣，有一定的體制，一定的分工。以齊家為例，奴僕負責耕種，婢女負責下廚，雞管鳴曉，狗看家防盜，牛隻負載，馬馳遠途，各司其事，條理分明，主人高枕，安心吃住。如果事事親自掌理，不分配工作，只會將自己弄得身心疲勞，終無一成。難道主子的才智不如奴婢雞犬？不，而是他違背當主人的章法。」楊顒再以丙吉、陳平的例子，證明分工負責的重要。諸葛亮感謝楊顒的意見。
後為東曹屬典選舉，楊顒在任上去世，諸葛亮十分悲痛，垂泣三日，同時丞相西曹令史賴恭之子賴厷也去世，諸葛亮寫給留府長史參軍張裔、蔣琬的信中寫道：“令史失去了賴厷，掾屬也失去了楊顒，這是朝廷的重大損失阿。” 

## 評價
- 諸葛亮：“令史失賴厷，掾屬喪楊顒，為朝中損益多矣。”
- 王夫之：“楊顒之諫諸葛公曰：'為治有體，上下不可相侵。'大哉言矣！”《讀通鑑論》
- 楊希閔：“此楊子昭之諫，雖出於誠愛而不盡然，度外之事，未可質言，故諸葛謝之，亦不更相覆難也。” 《漢諸葛忠武侯年譜》